# إف. برادفورد مورس
إف. برادفورد مورس هو محامي وسياسي أمريكي، ولد في 7 أغسطس 1921 في لوويل في الولايات المتحدة، وتوفي في 18 ديسمبر 1994 في نيبلز في الولايات المتحدة. نشط حزبياً في الحزب الجمهوري. وقد انتخب مدير برنامج الأمم المتحدة الإنمائي ‏ وانتخب عضو مجلس النواب الأمريكي ‏.

## وصلات خارجية
- إف. برادفورد مورس على موقع مونزينجر (الألمانية)
- إف. برادفورد مورس على موقع إن إن دي بي (الإنجليزية)
- إف. برادفورد مورس على موقع ديسكوغز (الإنجليزية)